# British Aerospace Sea Harrier
El British Aerospace Sea Harrier es un avión de caza, reconocimiento y ataque embarcado V/STOL, desarrollado a partir del Hawker Siddeley Harrier de base en tierra. Entró en servicio con la Marina Real británica en abril de 1980 como el modelo Sea Harrier FRS.1 y era conocido informalmente como Shar. La última versión es el Sea Harrier FA2, que fue retirado de servicio de la Marina Real británica en marzo de 2006. Es conocido por ser uno de los aviones que pueden despegar o aterrizar en vertical y horizontal.

## Desarrollo
Su efectividad comprobada desde la Guerra de Malvinas, lo convierten en un avión probado en combate, con capacidad para operar desde portaaviones ligeros,  Buque de asalto anfibio, como el Clase Tarawa, y el nuevo  Juan Carlos I (L-61) de España, buques portacontenedores como el Atlantic Conveyor, diferentes tipos de naves y en la marina de varios países del mundo, que pueden construir sus propios portaaviones y lo seleccionaron para su compra como un avión embarcado; permitió el desarrollo del caza naval más moderno Lockheed Martin F-35 Lightning II que será su reemplazo final, después de más de treinta años en servicio, desde su primera aparición en Inglaterra, y este nuevo avión de "Quinta generación", recibe la atención de los países que operan el Sea Harrier como avión embarcado en sus portaaviones para se reemplazó en el futuro. 
Hasta la actualidad, las diferentes versiones del Harrier le hacen el caza naval mejor comercializado en el mundo, embarcado en varios portaaviones de diferentes países, en Inglaterra, España, Italia, India, Tailandia y también en Estados Unidos. El Harrier se ha utilizado para operaciones navales desde portaaviones ligeros y económicos, capacitar a pilotos en el despegue y apontaje (aterrizaje), desde operaciones navales con pilotos de combate, en la rama de aeronaves embarcadas, en la realización de proyectos, avión caza, rescate y reconocimiento, apoyo en las operaciones de entrenamiento en operaciones de desembarco en playas, de botes anfibios, hidroaviones, operaciones especiales del Cuerpo de Marines, escolta de helicópteros navales, helicópteros de rescate y escolta de la flota naval combinada, comandada por la nueva clase de barcos de cubierta despejada y naves de desembarco anfibio, como el Clase Wasp, que son portaaviones ligeros que se construyen con éxito en el mundo, donde el Harrier ha encontrado un nuevo mercado para su exportación. Sin embargo el ‘’Sea Harrier’’ poco tiene que ver con los ‘Harrier’’ embarcados que la mayor parte de los países mencionados emplearon. Solo India y Gran Bretaña emplearon el ‘Sea Harrier’’, llamado en la Royal Navy Shar.

### Nacimiento
En 1966 se canceló el plan de compra de los portaaviones de clase CVA-01, esto suponía el fin de la relación de la Marina Real británica con los aviones embarcados de ala fija. Ofertas de venta de portaviones de segunda mano recibidas de EEUU fueron rechazadas por Gran Bretaña. Sin embargo, a comienzos de los años 1970, se había comenzado a planear una nueva clase de "cruceros de cubierta corrida" (through deck cruisers) de menor tamaño, evitando el término de portaaviones con la intención de tener mayores posibilidades de conseguir fondos y financiar su construcción. Antes de eso la Royal Navy modificó el crucero HMS Tiger para poder transportar 4 helicópteros Sea King. Fue una costosa modificación que solo sirvió para confirmar que un grupo aéreo de al menos 9 helicópteros ASW era lo ideal, lo que llevó al diseño del  crucero de cubierta corrida, buques portahelicópteros antisubmarinos. Estos cruceros eran uno de los muchos proyectos similares de la época que en aquellos años vieron la luz en occidente para hacer frente a la cada vez más numerosa flota submarina soviética. Un buen ejemplo fue el proyecto Sea Control Ship de la US Navy. 
Estos nuevos tipos de barcos de guerra británicos se convirtieron finalmente en la clase HMS Invincible (R05), junto al HMS Illustrious (R06) y el más moderno HMS Ark Royal (R07). Para hacer frente a los compromisos con la OTAN y evitar que sus grupos antisubmarinos carecieran de cobertura aérea frente a aviones de patrulla y bombarderos de largo alcance, la Royal Navy estaba forzada a tomar en consideración el empleo del caza con base en tierra Harrier, pidiendo la modificación y navalización del Harrier de la RAF, de tal forma que pudiera desempeñar misiones de interceptor desde barcos de guerra. Tras empezar a operar los Sea Harrier se modificó finalmente la cubierta del barco, para añadir una rampa (ski-jump), permitiendo utilizar más eficientemente los aviones STOVL.
En 1972 la Armada Española hizo una prueba de aterrizaje sobre el Dédalo con un Harrier y en 1976 compró 8 aparatos AV-8A (aunque son iguales del GR1). Uno se estrella en el traslado para operar desde el portaviones Dédalo. Un GR.1 hizo pruebas en 1969 sobre la cubierta del portaviones argentino ARA 25 de Mayo en un intento de venta, que a punto estuvo de llegar a buen puerto. Los AV-8A de los Marines de EEUU se emplearon durante los años 70 en diferentes pruebas de concepto de poder naval, embarcados en portaviones y portahelicopteros. En 1974 los Marines embarcaron sus Av-8 en el USS Guam y en 1976 14 AV-8A del VMA-231 se embarcaron durante varios meses en el USS Franklin D. Roosevelt (CV-42). Sólo era cuestión de tiempo convencer al gobierno británico de asignar fondos para una versión naval del Harrier GR.3 de la RAF. En 1975 se firmó finalmente la compra de 34 aviones Sea Harrier FRS.1, entregados a partir de junio de 1979. La empresa Ferranti desarrolló el radar Blue Fox para equipar al nuevo caza embarcado Sea Harrier FRS.1. Su función principal era detectar aviones de reconocimiento marítimo o bombarderos sobre el mar. Un papel secundario fue la búsqueda aire-superficie.
La Royal Navy consiguió un caza aceptable. Aunque el radar Blue Fox no era muy avanzado sí que era robusto y fiable y, sobre todo, multifunción. Además en el Sea Harrier se integró un nuevo piloto automático y un nuevo sistema de navegación y ataque, que permitía el alineamiento con buques en movimiento. La cabina de pilotaje se elevó 28 cm. para mayor visibilidad y se instaló un mejor asiento eyectable, un Martin-Baker Mk.10H. También se montó una versión navalizada del Pegasus Mk.104 y se  incorporó cableado para poder utilizar los misiles aire-aire AIM-9G/L Sidewinder entonces en uso. No menos importante fue que las prestaciones del FRS.1 fueron mejoradas gracias a la introducción de la rampa Skyjump , que permitía despegar con mayor carga. Aunque los ingleses no lo sabían entonces posteriormente todos estos detalles se relevaron como muy importantes desde el punto de vista operativo en la guerra de las Malvinas, en 1982.
A pesar de su actuación durante la guerra de las Malvinas era conocido que el FRS.1 tenía muchas limitaciones. La Royal Navy estaba especialmente interesada en mejorar la capacidad del radar Blue Fox y del armamento empleable. En los años siguientes a la guerra de Malvinas se consiguió la financiación para tratar de modernizar y mejorar progresivamente al Sea Harrier. El primer paso fue recibir mandos y sistemas de navegación mejorados, que ayudan al piloto en la gestión de vuelo. Además, se le preparó para disparar el misil aire-superficie Sea Eagle, llevar depósitos de carburante mayores y utilizar labzadydobles de misiles AIM-9. El paso siguiente fue instalar el radar Blue Vixen, mandos de vuelo HOTAS, implementación de misiles guiados por radar AIM-120 AMRAAM, sistemas de navegación GPS y nuevos receptores RWR. En esta última configuración, el Sea Harrier se denominó como FRS.2 y, posteriormente, como FA.2.

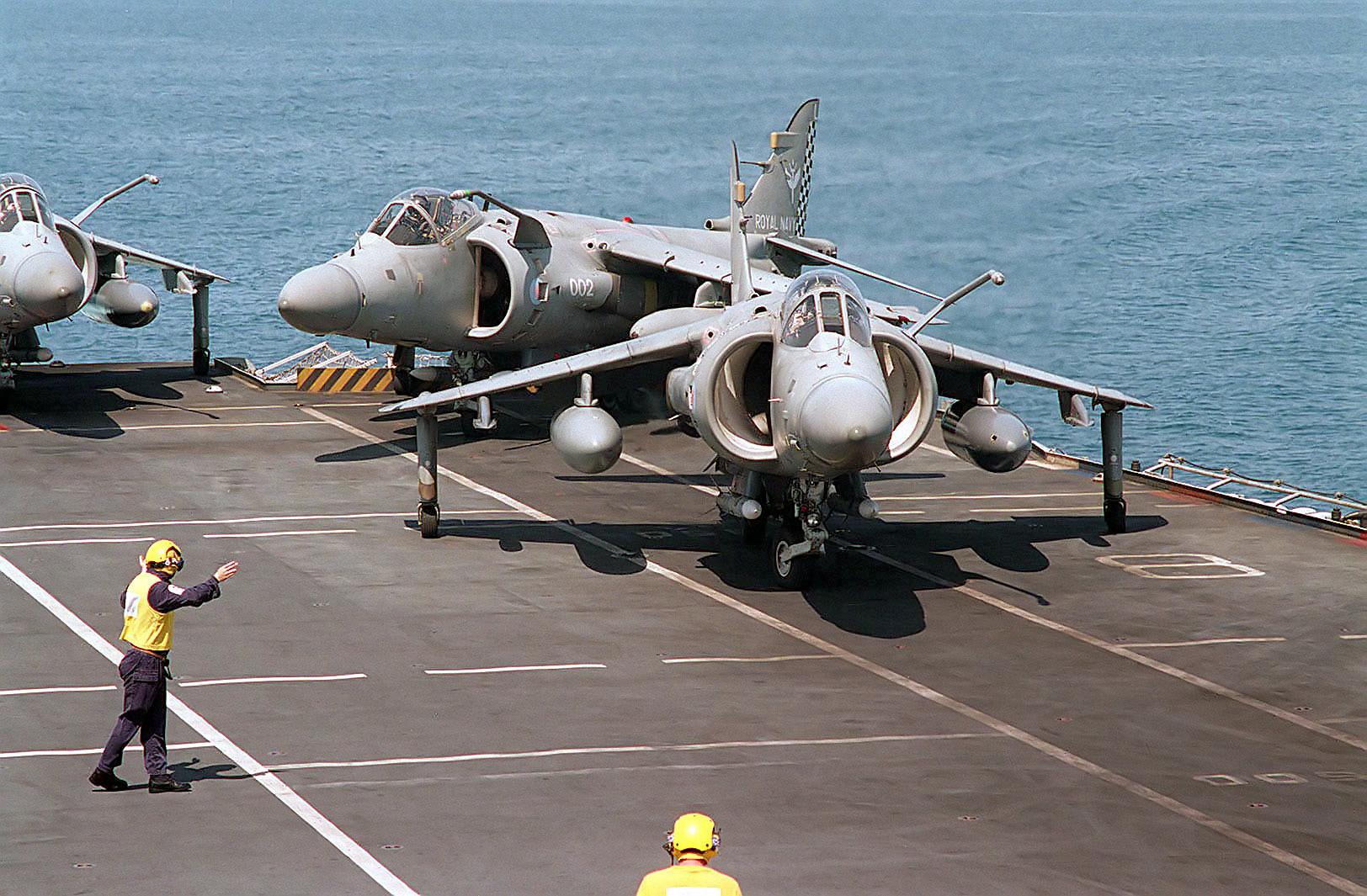
Sea Harrier FA.2 en el Golfo Pérsico.

El Sea Harrier y sus variantes para exportación, tiene nuevas mejoras de diseño y performance de vuelo, es más fácil de controlar, tiene más capacidad para transportar armas y combustible, gran capacidad de vuelo y puede hacer maniobras aéreas de tipo estacionario en el cielo, al igual que un helicóptero, si bien esta maniobra merma muchas de sus cualidades. 
Se encuentra equipado con un cañón GAU-12 multitubo de 25 mm de calibre alojado en una barquilla bajo el fuselaje central. La diferencia más importante respecto al ‘’Harrier’’ es que el ‘’Sea Harrier’’ cuenta con un radar, por lo que puede ir equipado con misiles tipo Aire-aire y además emplear misiles Aire-tierra, Aire-superficie navales antibuque, bombas convencionales, bombas guiadas por láser, bombas guiadas por satélite GPS, vainas con equipo electrónico Pod de información, cámaras de vigilancia y espionaje, para apoyar operaciones aéreas, y casi cualquier tipo de arma, gracias a que cuenta con una capacidad de carga de 6000 kg.

### Características Propias del Sea Harrier
Estructuralmente, el nuevo FRS.1 es muy similar al GR.3 de base en tierra de la RAF, pero el morro y la cabina de pilotaje fueron rediseñados. En la parte delantera se aloja el radar Ferranti Blue Fox, desarrollado especialmente para este avión. Este radar no era excesivamente avanzado respecto a otros diseños contemporáneos, pero resultó ser suficientemente fiable y multirrol, para combate aire-aire y ataque a tierra. En contrapartida su alcance era pequeño, lo cual se pensó no sería problema ya que operaría en grupos de combate navales de la OTAN. Se integraron también un nuevo piloto automático, y un sistema de navegación y ataque, que permitía el empleo desde los portaaviones. También disponlia de un sistema de alerta radar, que se reveló bastante eficaz en las Malvinas. Contaba con una cámara F95 en la parte derecha del fuselaje, que le permitía llevar a cabo misiones de reconocimiento. La cabina de pilotaje se elevó 28 cm para tener mayor visibilidad. Los controles de vuelo  no eran HOTAS y el avión no usaba materiales compuestos. 
En el nuevo y mejorado diseño FRS.1 se montó una versión navalizada del motor de turbina Pegasus Mk.104 y nuevas modificaciones en las alas, para poder utilizar los misiles de combate "Aire-aire" AIM-9 Sidewinder. Para mejorar las prestaciones y capacidad de vuelo en el mar del FRS.1 se instalaron rampas Ski-jump en los buques de la clase HMS Illustrious (R06), con ángulos entre 7 y 13°, lo cual permitía mayor carga de armamento, combustible y mayor alcance.

### Evolución
El nuevo FRS.1 tenía también algunas limitaciones, especialmente en cuanto a la capacidad del radar Blue Fox y del armamento. También el limitado radio de acción y la poca capacidad de carga bélica eran aspectos del diseño básico del Harrierque se querían mejorar desde un inicio, y que de hecho dieron lugar al nacimiento del AV-8B.  La Royal Navy trató de poner remedio modernizando progresivamente el Sea Harrier. Con el paso de los años, los aviones recibieron nuevos mandos, equipo electrónico y sistemas de navegación mejorados. Además, se los mejoró Up-grade para disparar el misil Aire-superficie de medio alcance Sea Eagle, llevar depósitos auxiliares de combustible de mayor capacidad bajo las alas y se instalaron misiles AIM-9 mejorados, para combate aéreo contra otros aviones caza. 
El paso siguiente y fundamental fue instalar el radar Blue Vixen de mayor capacidad, mandos de vuelo HOTAS, instalar misiles AIM-120 AMRAAM de largo alcance, sistemas de navegación basados en GPS. Estas mejoras desarrollaron una versión muy distinta y mucho más capaz, tanto que el nuevo Sea Harrier se cambió su modelo a FRS.2 y, posteriormente, con otras mejoras, como el nuevo FA.2. Esta versión estaba a la altura del AV-8B+ americano en cuanto a radar, pero la capacidad de carga y autonomía del AV-8B eran mayores. Esto unido a poder aprovecharse de la eficiente logística del USMC hizo que España e Italia optaran por comprar el AV-8V+.

## Historial operacional

### Marina Real

#### Entrada en servicio
El pedido del Cuerpo de Marines de EE. UU. contribuyó a facilitar la creación de un "Harrier naval " británico. Pero no fue hasta mayo de 1975 cuando, tras prolongadas disputas políticas y financieras entre servicios, se anunció la compra de 24 Sea Harrier FRS.1 y un entrenador T.4. Esta decisión fue consecuencia de la decisión anterior de comprar "cruceros de cubierta corrida" de la clase Invincible, portaaviones de hecho en todo menos en el nombre para hacer posible su compra. En junio de 1978 se anunció la compra de otros diez aviones. Así que para entonces se había firmado ya el pedido de 34 ‘’Sea Harrier FRS.1’’ que serían entregados a partir de junio de 1979. ‘’’FRS’’’ era el acrónimo de sus misiones: Fighter, Reconnaisance and Strike(caza, reconocimiento y ataque).
El último portaviones británico, el R-09 HMS Ark Royal fue dado de baja en 1978. En 1980 entró en servicio el R-05 HMS Invincible con una dotación de 5 Sea Harrier y 10 helicópteros ASW Sea King. Su función era ser el centro de grupos antisubmarinos de la OTAN, cazando submarinos soviéticos en el Atlántico Norte en caso de guerra.

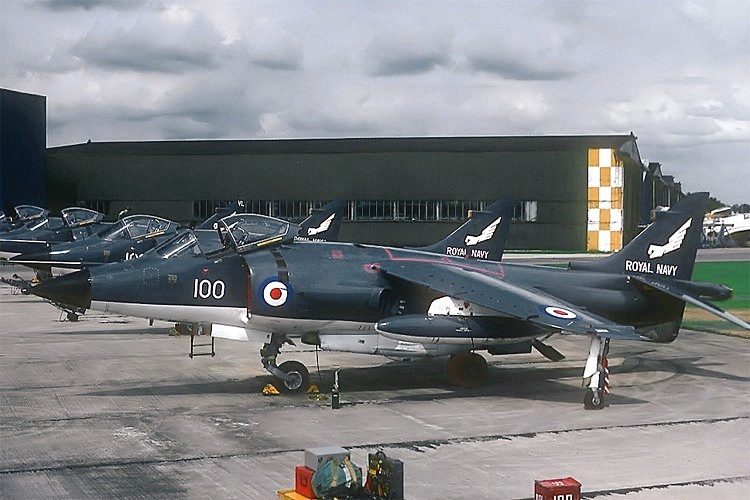
Sea Harrier en RNAS Yeovilton. Llevan el esquema de pintura pre-Malvinas. Durante el viaje a Malvinas las superficies y marcas blancas se cubrieron.

Los tres primeros ‘’Sea Harrier’’ fueron un lote de desarrollo y se utilizaron para los ensayos de aprobación. El primer avión de producción fue entregado a RNAS Yeovilton en junio de 1979. La Royal Navy creó una unidad de pruebas, el Escuadrón 700A basado en RNAS Yeovilton, para desarrollar las técnicas operativas del Sea Harrier. Para garantizar la rápida acumulación de experiencia con cada nuevo tipo de avión, la Royal Navy ha formado tradicionalmente una Unidad Intensiva de Pruebas de Vuelo (IFTU), designada 700 Naval Air Squadron con un sufijo de letra. En 700A NAS quedó bajo el mando del teniente comandante Nigel "Sharkey" Ward. 
Equipado con 6 aviones el 700A fue renombrado como 899 Escuadrón Aéreo Naval (NAS) el 1 de abril de 1980 y actuó como cuartel general y escuadrón de entrenamiento. El primer escuadrón operacional embarcado ‘’800 Naval Air Squadron’’ también se formó en marzo de 1980, con el fin de operar desde el HMS Invencible antes de transferir al HMS Hermes. En enero de 1981, se formó un segundo Escuadrón de Operaciones embarcado ‘’801 Escuadrón de Aéreo Naval’’ para operar desde el HMS Invencible.
Las prestaciones del avión embarcado se mejoró con la llegada del llamado salto de esquí. En la cubierta de los portaaviones británicos se instaló una rampa con pendiente de 13° que permitía a los Sea Harrier transportar hasta 1.135 kg de peso adicional en el despegue.

#### Guerra de las Malvinas
En la guerra de las Malvinas, Inglaterra pudo enviar al Atlántico Sur sus dos únicos portaaeronaves, el nuevo HMS Invincible y el veterano HMS Hermes, un clase Centaur. Ambos navegaban con unas alas aéreas embarcadas sobredimensionadas, obligados a mantener parte de las aeronaves en cubierta por falta de espacio en los hangares. Aun así debían realizar misiones de defensa aérea y ataque con los Sea Harrier FRS.1 y los Harrier GR.3 de la RAF. El HMS  Illustrious fue alistado a toda velocidad pero no llegó a tiempo para combatir en Malvinas.
El Sea Harrier participó en la guerra de las Malvinas de 1982, volando desde los portaaviones HMS Invincible y HMS Hermes. Los Sea Harrier realizaron el papel principal de defensa aérea de la flota con un papel secundario de ataque terrestre; El Hawker Siddeley Harrier GR.3 de la RAF proporcionó la fuerza principal de ataque terrestre. Un total de 28 Sea Harriers y 14 Harrier GR.3 se desplegaron en Malvinas. 
Inicialmente el 800 NAS fue asignado al HMS Hermes con 12 aviones, y el 801 NAS con 8 aviones al HMS Invincible. Más tarde, otros aviones adicionales les reforzarían. El 8 de abril de 1982 se formó apresuradamente una nueva unidad en Yeovilton con todos los aviones disponibles tras terminar sus labores de mantenimiento, desarrollo y pruebas. Así los 8 Sea Harriers del 809 NAS se unieron a la flota el 18 y 19 de mayo, después de un vuelo directo a la isla de Ascensión. Del mismo modo 10 Harrier de la RAF se enviaron al Atlántico Sur, para realizar misiones de ataque al suelo y descargar de trabajo y peligros así a los demasiado escasos Sea Harrier. No fue nada fácil para los ingleses aumentar el número de aviones disponibles. El Sea Harrier llevaba poco tiempo en servicio y no había ni aviones ni pilotos. Hubo que entrenar rápidamente a algunos pilotos de la Real Fuerza Aérea para que operaran con Sea Harrier y echar mano de los Harrier terrestres era una medida desesperada. Alguno de los Sea Harrier, por las prisas, no tenía siquiera el receptor de alerta radar (RWR), lo que se cree fue el motivo de que al menos uno fuera derribado por fuego antiaéreo. No pocos en la Royal Navy tenían poca fe en lo que podría hacer el Sea Harrier en combate real. 

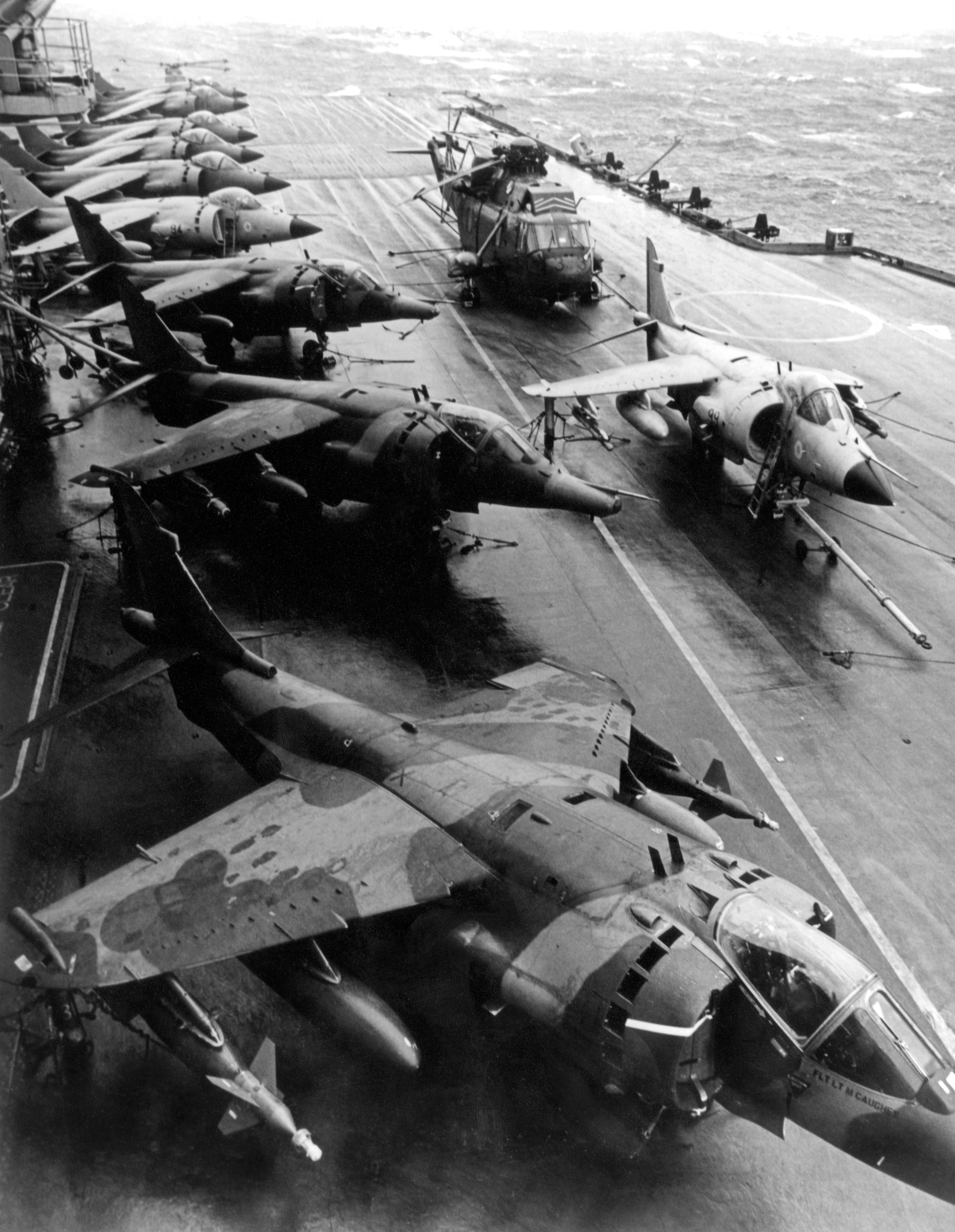
Sea Harrier y Harrier GR.3 sobre la cubierta de un portaviones durante las operaciones de la guerra.

El 1 de mayo de 1982 fue el primer día de la guerra aérea sobre las Malvinas, dos Sea Harrier entraron en combate contra dos IAI Mirage 5 Dagger argentinos. Los británicos se encontraban más abajo de los argentinos y se negaron a subir a combatir contra los aviones enemigos, puesto que a gran altura el Sea Harrier tenía todas las de perder contra los cazas Dagger. Del mismo modo los argentinos tampoco descendieron a baja altura, donde el Sea Harrier contaba con ventaja, y por esta razón no se produjo combate alguno.

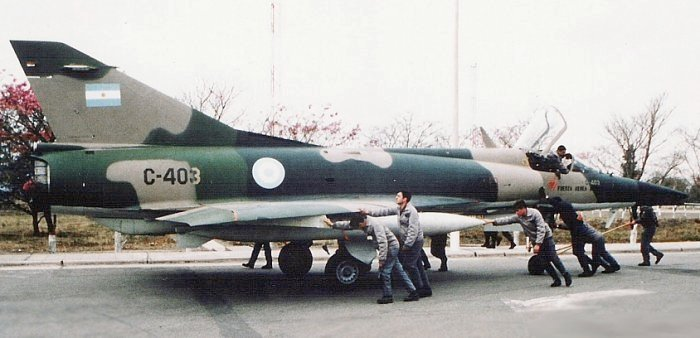
Israel vendió a Argentina 39 IAI Dagger en 1978. Sus pilotos fueron entrenados en combate aéreo por los israelíes y eran los más actualizados en 1982. Técnicos israelíes aún estaban en el país en 1982.

Esa misma tarde se produjo otro enfrentamiento entre Dagger y Sea Harrier. El Dagger del teniente José Ardiles, matrícula C-433, se dirigía en solitario a Puerto Darwin. Dos Harrier pilotados por los tenientes Bertie Pendolf (XZ455) y Martin Hale, que venían del HMS Hermes, se dirigían hacia la misma ubicación. Los Sea Harrier fueron advertidos de la presencia del Dagger y los aviones británicos maniobraron rápidamente para tender una emboscada  al avión argentino. Hale se puso de señuelo mientras que Pendolf a menor altura se colocó en posición para disparar un misil cuando apareciera el enemigo. Ardiles apareció y a una distancia de cinco millas logró ponerse detrás de Hale, disparando un misil Shafrir II, que fue evadido por Hale tras lanzar chaff evitando el misil. Hale empezó a ascender, sabiendo que el Dagger lo superaría en la subida. Ardiles se dispuso a subir, cuando Pendolf unos tres millas más atrás logró un buen tono para el AIM-9L Sidewinder, que fue disparado contra el avión de Ardiles. El misil impactó de lleno en el Dagger causando que Ardiles muriera sin que pudiera saltar del avión. En su primer y único enfrentamiento con los Mirage ese mismo 1 de mayo uno de los Mirage III tuvo un problema con el lanzamiento de sus tanques de combustible, solo uno de los dos se desprendió. Esto dejó el avión en una configuración asimétrica a una altitud subóptima. La pelea posterior fue unilateral y los Sea Harrier se impusieron. 
Los escuadrones de Sea Harrier reclamaron el derribo de 20 aviones argentinos en combate aire-aire sin pérdidas en combate aéreo, aunque 2 Sea Harrier fueron derribados por disparos tierra-aire y cuatro se perdieron en accidentes. El Sea Harrier es junto al F-15 Eagle el único avión occidental en reclamar derribos en combate sin tener pérdidas propias. Al final a pesar del valor mostrado la realidad puso en su lugar a la Fuerza Aérea Argentina, relativamente poderosa pero nada moderna y operando al límite de su radio de acción en una misión para la que no estaba entrenada y nunca hubiera pensado. Del total de las pérdidas aéreas argentinas, 28 % fueron derribados por Harriers. Un solo Sea Harrier, volado por el teniente de vuelo de la RAF David H.S. Morgan, derribó a tres Douglas A-4 Skyhawk en un solo encuentro.
Varios factores contribuyeron al fracaso de los cazas argentinos para derribar al Sea Harrier. Aunque los aviones Mirage IIIEA y IAI Mirage-5 Dagger eran más rápidos, el Sea Harrier era considerablemente más maniobrable y difícil de detectar visualmente, ya que el área de la sección transversal delantera es pequeña. A menudo ganaba la ventaja, detectando a los aviones enemigos antes, obteniendo así la ventaja del primer disparo en combate. Además, el Sea Harrier empleó los más modernos misiles AIM-9L Sidewinder y el radar Ferranti Blue Fox. Los misiles aire-aire argentinos en 1982 eran el Shafir, más antiguo y limitado, y los todavía mucho peores AIM-9B y Magic 1. Sin embargo llegada la hora de la verdad el radar Blue Fox era muy poco útil sobre tierra, así que sobre San Carlos los pilotos tenían que intentar adivinar de dónde vendría el enemigo. Las tácticas argentinas también ayudaron, ya que los Sea Harrier podían atacar a formaciones de bombarderos sabiendo que había muy pocos aviones argentinos armados con misiles aire-aire. Contrariamente a los informes de la época de que el viffing (capacidad de decelerar bruscamente que tiene el avión por sus toberas orientables yque permite teóricamente que le adelante un atacante y ponerse a su cola) resultó decisivo en los combates, la maniobra no fue usada por los pilotos británicos en Malvinas ya que sólo se usaba en emergencias y contra enemigos no familiarizados con el Harrier. Los pilotos británicos tenían un entrenamiento superior en combate aire-aire, demostrado por el hecho que los pilotos argentinos dispararon sus misiles fuera de los parámetros operativos mientras que los ingleses no lo hicieron. Y la clave del éxito fue ese, la excelente preparación y entrenamiento en combate aéreo de los pilotos británicos. Los británicos se entrenaban en combate disimilar y con aviones de otras fuerzas aéreas, incluyendo Mirage III franceses. Luego se supo además que los Mirage III argentinos debían llevar tanques de combustible externos en lugar de su carga normal de armas, y aún llevando esos tanques apenas tenían combustible para el combate aéreo. Este dato era probablemente conocido por los ingleses y para los argentinos se tradujo en una reducción de su capacidad para luchar una campaña efectiva contra el Sea Harrier.
Los aviones británicos recibieron además el control de combate de los buques de guerra en el estrecho de San Carlos, aunque su efectividad se vio limitada por estar estacionados cerca de las islas, lo que limitaba severamente la efectividad de su radar. Las diferencias en tácticas y entrenamiento entre el Escuadrón 800 y el Escuadrón 801 fueron criticadas,  algunos sugierieron que las pérdidas de varios barcos podrían haberse prevenido si los Sea Harrier del HMS Hermes se hubieran usado de manera más efectiva. 
Los aviones de ambos lados operaron en condiciones adversas. Los aviones argentinos se vieron obligados a operar desde el continente porque los aeródromos en Malvinas solo eran adecuados para transportes como el C-130. Además el bombardeo del aeropuerto de Puerto Argentino/Stanley por un bombardero Avro 698 Vulcan británico contribuyó a la decisión argentina de operarlos desde tan lejos. Como la mayoría de los aviones argentinos carecían de capacidad de reabastecimiento en vuelo, se vieron obligados a operar al límite de su alcance. Los Sea Harrier también tenían reservas de combustible limitadas debido a la decisión táctica de estacionar los portaviones británicos fuera del alcance de los misiles MBDA Exocet y la dispersión de la flota. El resultado fue que un Mirage argentino sólo tenía cinco minutos sobre las islas para buscar y atacar un objetivo (hay que imaginar la tensión del piloto), mientras que un Sea Harrier podía permanecer cerca de 30 minutos esperando en los corredores de aproximación argentinos y brindar cobertura de la Patrulla Aérea de Combate hasta por una hora. Pero dentro de la adversidad los Sea Harrier tenían la ventaja de saber dónde estaban los objetivos que podían atacar los argentinos, pudiendo posicionarse de manera ventajosa. Debido al problema de la distancia los aviones Mirage y Dagger argentinos debían realizar una ruta similar siempre, lo que los ingleses no tardaron en aprovechar mediante barcos piquetes de radar y patrullas de combate de Sea Harrier en esas rutas de entrada y salida.
Los Sea Harrier eran superados en número por los aviones argentinos disponibles, y en ocasiones fueron distraídos por las actividades del Escuadrón Fénix o aviones a reacción civiles utilizados por la Fuerza Aérea Argentina. Pero el Sea Harrier demostró ser muy fiable y con alta tasa de disponibilidad, compensando así la inferioridad numérica. Tenían que operar sin un sistema de alerta temprana de flota como el AWACS que habría estado disponible para una flota de la OTAN en la que la Royal Navy esperaba operar en guerra, lo que demostró ser una debilidad significativa en Malvinas. Ahora se sabe que las unidades británicas con sede en Chile proporcionaron una alerta de radar temprana a la flota. No obstante, la falta de Cobertura AWACS significó que los Sea Harrier no pudieron establecer una superioridad aérea completa y evitar los ataques argentinos durante el día o la noche. Tampoco pudieron detener por completo los vuelos nocturnos de los transportes Hercules C-130 a las islas. Un total de 6 Sea Harrier se perdieron durante la guerra debido a incendios, accidentes o fallas mecánicas. La tasa de pérdida total agregada para los Harrier y Sea Harrier en las operaciones de ataque fue del 2,3 %.
En términos de rendimiento los Sea Harrier lo hicieron lo mejor que podían. Los pilotos estaban bien entrenados y bien dirigidos. Se emplearon los aviones y sus armas de la forma más eficiente, lo que posibilitó derribos pero no evitó los ataques argentinos sobre la flota de invasión. 
Ya terminada la guerra el 809 NAS desplegó 8 Sea Harrier a bordo del nuevo portaviones HMS Illustrious, que zarpó hacia las Malvinas desde Portsmouth el 2 de agosto de 1982, para relevar a los dos portaaviones aún desplegados. El 809 NAS se disolvió a su regreso a Yeovilton en diciembre.

#### Operaciones en la década de 1990
Tras la experiencia aprendida sobre el rendimiento del avión en la guerra de las Malvinas, se solicitó una actualización de la flota, que incluyese mayor capacidad de carga de armamento, un radar de búsqueda, mayor alcance y monitores mejorados en la cabina. La Royal Navy compró en total 54 FRS.1, producidos hasta 1988. Por razones económicas no hubo una versión biplaza de entrenamiento, se compró el mismo Harrier T.4 de la RAF pero llamándolos T-4. Otros biplazas ex Royal Air Force recibidos fueron denominados T-4AN. Posteriormente se compraron 3 aviones T-4N, que llevaban la aviónica del FRS.1, pero no el radar Blue Fox. Los biplazas eran embarcables pero no entraban en los hangares de los portaviones británicos.
El Sea Harrier volvió a ver la acción en la guerra cuando se desplegó en el conflicto de 1992-1995 en Bosnia, parte de las Guerras Yugoslavas. Lanzó ataques a las fuerzas serbias y brindó apoyo aéreo a las unidades internacionales de fuerzas de trabajo que realizan Operaciones de Negar el Vuelo y la Fuerza Deliberada contra el Ejército de la República Srpska. El 16 de abril de 1994, un Harrier de la 801 escuadrilla de aire naval, operando desde el portaaviones HMS Ark Royal , fue derribado por un Igla-1 misil tierra-aire disparados por la Ejército de la República Srpska mientras intentaba bombardear dos tanques serbios de Bosnia. El piloto, el teniente Nick Richardson, fue expulsado y aterrizó en un territorio controlado por musulmanes bosnios. El SAS se encargó de rescatarlo.
En 1995 los ocho FA.2 del 800 NAS embarcados en el HMS Invincible volaron 24 misiones de bombardeo, 42 patrullas de combate aéreo y 28 misiones de reconocimiento. Durante 10 días operaron contra los serbios en Bosnia, con una media de 11,75 vuelos diarios. Se utilizó de nuevo el FA 2 en la campaña de la OTAN de 1999 contra la República Federal de Yugoslavia en la Operación Fuerza Aliada,Sea Harriers, que operaba desde el HMS Invincible, patrullaba frecuentemente el espacio aéreo para mantener a los MiG de Yugoslavia en tierra. También fueron enviados a Sierra Leona a bordo del HMS Illustrious en 2000, que era parte de un convoy de la Royal Navy para suministrar y reforzar las fuerzas de intervención británicas en la región.

#### Retiro
El Sea Harrier fue retirado del servicio en 2006 y el último avión restante del 801 Naval Air Squadron fue dado de baja el 29 de marzo de 2006. Los planes de retiro fueron anunciados en 2002 por el Ministerio de Defensa. El reemplazo de la aeronave, el F-35 Lightning II, se debió originalmente en 2012, el Ministerio de Defensa argumentó que se necesitarían gastos significativos para mejorar la flota por solo seis años de servicio. En marzo de 2010, la introducción del F-35 se había retrasado hasta 2016 como muy pronto, con el precio duplicado. La decisión de retirarse temprano del Sea Harrier ha sido criticada por algunos oficiales dentro del ejército. 
Ambas versiones de Harrier experimentaron una reducción del rendimiento del motor (Pegasus Mk 106 en FA2 - Mk 105 en GR7) en las temperaturas más altas de Medio Oriente, lo que restringió el peso de la carga útil que el Harrier podría devolver al portaviones en recuperaciones "verticales". Esto se debió a los factores de seguridad asociados con los pesos de aterrizaje en tierra. La opción de instalar motores Pegasus de mayor empuje no habría sido tan sencilla como en la actualización de Harrier GR.7 y probablemente hubiera sido un proceso costoso y lento. Además, los Sea Harriers estaban sujetos a un ambiente generalmente más hostil que los Harriers terrestres, con un rocío de sal corrosivo como un problema particular. Incluso se estudió adaptar la sección frontal de un FA.2 a un GR.7 o GR.9, pero el coste y dificultades técnicas lo desaconsejaron. Un número de aviones fueron retenidos por la Escuela de Operaciones de Cubierta de Vuelo en RNAS Culdrose. 
El brazo aéreo de la flota de la Royal Navy continuaría compartiendo el otro componente de Joint Force Harrier. El Harrier GR.7 y el Harrier GR.9 mejorado de la RAF fueron transferidos a los escuadrones de la Royal Navy en 2006, pero se retiraron prematuramente unos años más tarde debido a recortes presupuestarios. Esto supuso la pérdida de capacidad de combate aire-aire que el FA.2 había dado. En aras de la estandarización fue denegada la solicitud de comprar algunos GR.9 equipados con radar, una adaptación sencilla del ya existente AV-8B+. El Reino Unido decidió comprar el STOVL F-35B para ser operado en el portaaviones de la clase Queen Elizabeth. Aunque retirado del servicio activo de la Royal Navy, los Sea Harriers se usan para entrenar a manejadores de aeronaves navales en la Royal Navy School of Flight Deck Operations.

### Armada india
En 1977, el gobierno indio aprobó los planes decadquirir el Sea Harrier para la Armada de la India. Hasta entonces circulaban incluso rumores de una posible compra del Yak-38 con capacidad V/STOL soviético. El Hawker Sea Hawk fue retirado de la Marina India en 1978, en preparación para la llegada de los Sea Harrier. En noviembre de 1979, India realizó su primer pedido, 6 Sea Harrier FRS Mk 51 y 2 entrenadores T Mk 60. Los tres primeros Sea Harrier llegaron al aeropuerto de Dabolim el 16 de diciembre de 1983 y fueron incorporados el mismo año. Se compraron 10 Sea Harrier más en noviembre de 1985. En total se obtuvieron 30 Harrier, 25 Sea Harrier para uso operativo y el resto aviones de entrenamiento biplazas. Hasta la década de 1990, partes importantes de la capacitación de pilotos se llevaron a cabo en Gran Bretaña debido a la disponibilidad limitada de aviones. 
La introducción del Sea Harrier permitió el retiro del anterior avión de caza de la India, Hawker Sea Hawk. El portaaviones de la Marina, INS Vikrant (ex HMS Hercules ), fue retirado temporalmente para modernizarse ampliamente entre 1987 y 1989. India ha operado Sea Harriers desde los portaaviones INS Vikrant y INS Viraat (ex-HMS Hermes ). El Sea Harrier permitió la introducción de varios misiles modernos en las operaciones navales, como el misil británico Sea Eagle, y el misil Matra Magic francés para el combate aire-aire. Otras municiones han incluido cohetes de 68 mm, bombas de negación de la pista, bombas de racimo y cañones de 30 mm. 
Ha habido un número significativo de accidentes relacionados con el Sea Harrier; esta tasa de accidentes ha causado que aproximadamente la mitad de la flota se pierda y solo 11 aviones permanecieran en servicio. Tras un accidente en agosto de 2009, todos los Sea Harriers fueron puestos en tierra temporalmente para su inspección. Desde el inicio del servicio operacional en la Armada de la India, siete pilotos han muerto en 17 accidentes con el Sea Harrier, generalmente durante salidas de rutina.
En 2006, la Armada de la India expresó interés en adquirir hasta 8 FA.2 Sea Harrier recientemente retirados pir la Marina Real para mantener su flota operativa de Sea Harrier. No se propuso incluir el radar Blue Vixen del Sea Harrier FA.2, el receptor de advertencia del radar o la capacidad de equiparse con el misil AIM-120AMRAAM; Cierto software estadounidense también se desinstalaría antes del envío. En octubre de 2006, surgieron informes de que el acuerdo no se había materializado debido al costo de la renovación de la estructura del avión.
En 2006, la Armada de la India comenzó a actualizar hasta 15 Sea Harrier en colaboración con Israel instalando el radar Elta EL/M-2032 y el misil BVR aire-aire de alcance medio Rafael 'Derby'. Esto permitió al Sea Harrier permanecer en el servicio en la India después de 2012, y también ver el servicio limitado de los nuevos operadores que planeaba adquirir para ese momento. Para 2009, los accidentes habían reducido la flota de la India a 12 (desde los 30 originales). India decidió introducir portaaviones más grandes que pudieran operar sus nuevos cazas rusos MiG-29K desde sus cubiertas de vuelo para reemplazar al Sea Harrier. 
El Sea Harrier operó desde el INS Viraat por última vez el 6 de marzo de 2016. El 11 de mayo de 2016, se celebró una ceremonia en el INS Hansa, Dabolim, Goa para conmemorar la eliminación gradual de Sea Harriers del INAS 300 ("Tigres Blancos "). Sea Harrier y MiG-29K realizaron una exhibición aérea en la ceremonia, marcando el vuelo final de los Sea Harriers en la Marina India. INAS 300 introdujo posteriormente cazas MiG-29K/Kub para reemplazar a la flota retirada Sea Harrier.

## Variantes

### Sea Harrier FRS.1
Los caza de base en tierra Harrier GR.1 de la RAF entraron en servicio en abril de 1969. En 1975, la Armada Británica Royal Navy solicitó 34 aviones Sea Harrier FRS.1 (FRS indica ataque, reconocimiento y bombardeo en inglés), que entraron en servicio en 1978. Se entregaron un total de 57 aviones entre 1978 y 1988. 
El nuevo caza naval modelo mejorado FRS.1 se basaba en el anterior Harrier GR.3 de base en tierra, pero tenía una cabina modificada en forma de burbuja que mejoraba la visibilidad en tareas de defensa aérea y un fuselaje mayor para acomodar un radar Blue Fox de Ferranti. Además, se fabricó en aleaciones más resistentes al entorno marítimo y los modelos más modernos, tienen materiales compuestos en algunas partes de las alas, para disminuir su peso vacío, esto permite transportar más peso en armas y combustible.

### Harrier T.4N
Se trataba de una versión biplaza de entrenamiento. Se compraron cuatro Harrier T.4N para entrenamiento de pilotos de combate en tierra.

### Sea Harrier FRS.51
Aviones de combate, reconocimiento y ataque de un solo asiento para la Armada de la India, similar al FRS1 británico. A diferencia del FRS1 Sea Harrier, está equipado con misiles aire-aire Matra R550 Magic. Estas aeronaves fueron mejoradas con el radar Elta EL/M-2032 y los misiles Rafael Derby de lanzamiento BVR.

### Harrier T.60
El modelo de entrenamiento para la Armada India, de cabina biplaza. Al menos se compraron cuatro aviones para entrenamiento desde bases en tierra.

### Sea Harrier FA.2
A pesar de las mejores realizadas desde 1982 a principios de los años 90 la capacidad de combate del Sea Harrier estaba llegando al límite. El mundo de los aviones de combate estaba siendo cambiado por misiles de mayor alcance, aviones fly-by-wire y radares más sofisticados. Las mejoras posteriores a Malvinas aumentaron el peso y la resistencia aerodinámica y el FRS.1 ya no era rival para los cazas de 4.ª generación que ahora operaban por todo el mundo. La actualización al estándar FA.2 supuso un enorme cambio de capacidad y una segunda vida, entrando el Sea Harrier en el ámbito de la lucha más allá del alcance visual (BVR) y mejorando las muy limitadas capacidades de ataque del FRS.1.
El Ministerio de Defensa adquirió 18 aviones nuevos  y 33 conversiones del FRS.1. El FA.2 tenía un morro rediseñado, con un tapón en el fuselaje de 35 cm detrás del ala para acomodar el nuevo radar Blue Vixen, necesario para disparar el misil aire-aire de medio alcance AIM-120 AMRAAM. 

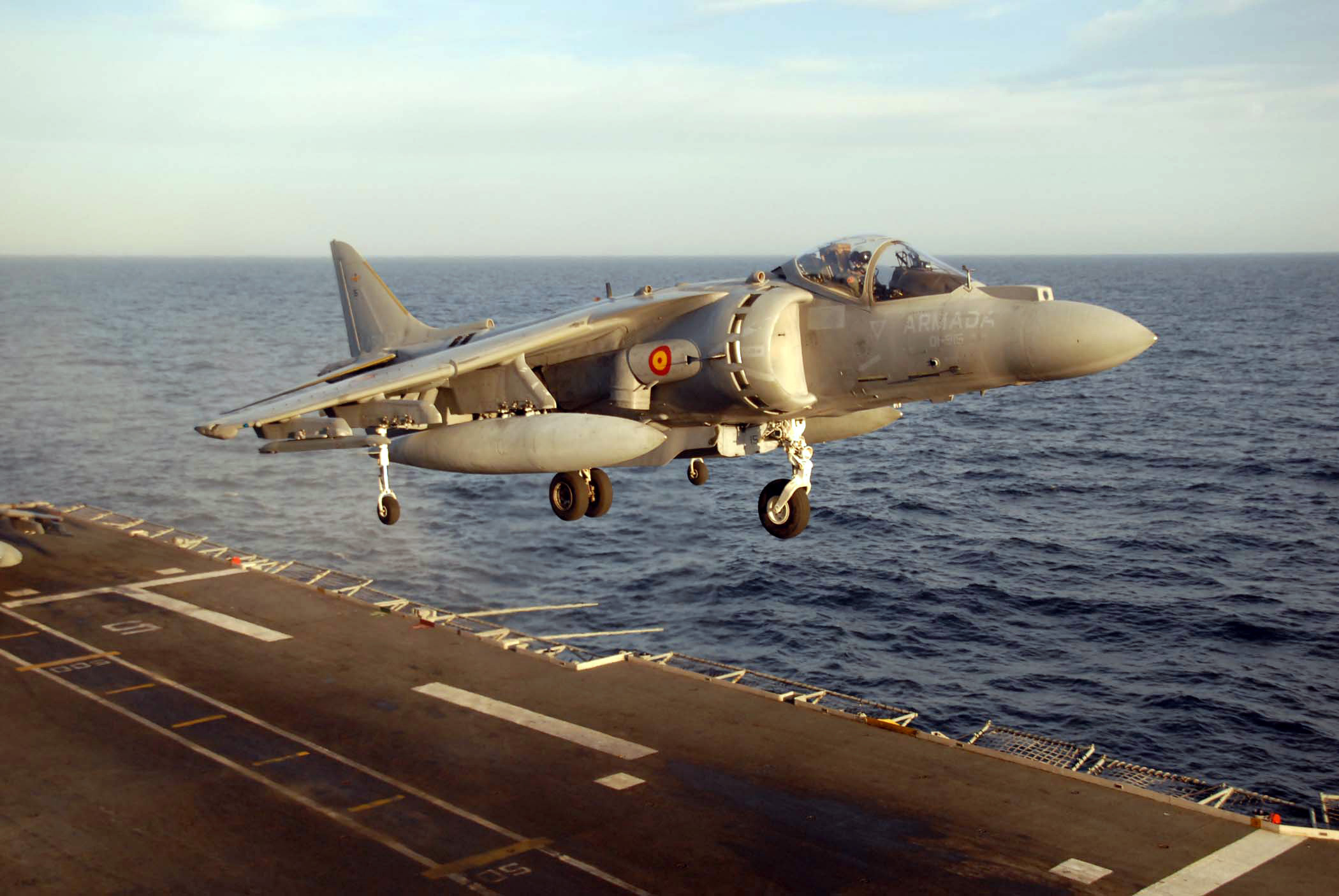
Un AV-8 Harrier II realizando un apontaje vertical en el.

El FA.2 entró en servicio en 1993 con la Unidad de Evaluación Operativa. Se realizó la primera misión operativa en Bosnia cuando el 8 de septiembre de 1994 dos FA.2 fueron lanzados desde el HMS Invincible para realizar una misión de reconocimiento en Bosnia.

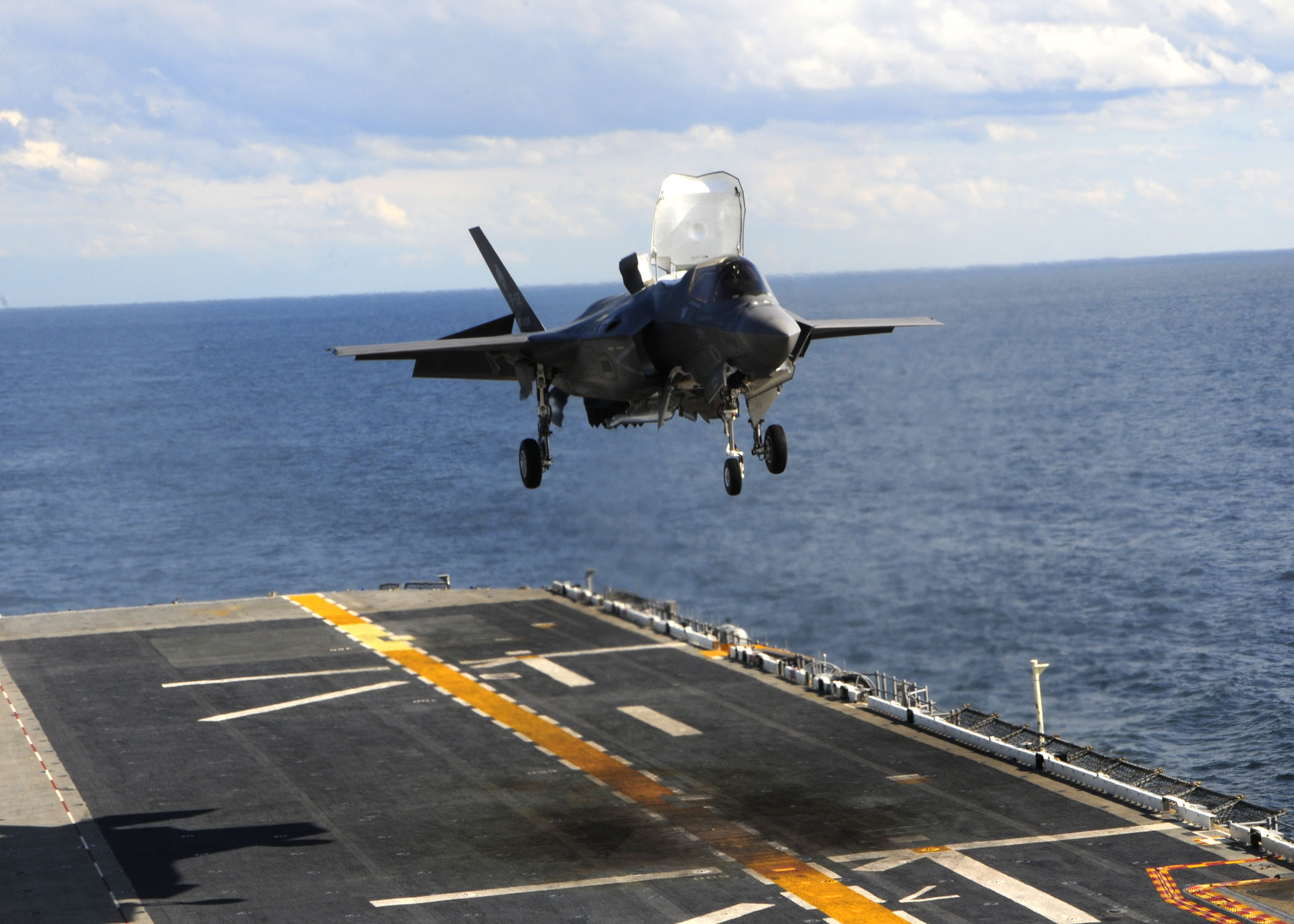
F35B realizando pruebas de apontaje sobre la cubierta del.

El FA.2 y su radar Blue Vixen podían rastrear y disparar varios misiles AMRAAM a más de un objetivo simultáneamente. Dado que un FA.2 podía llevar hasta 4 AMRAAM, una formación estándar de defensa aérea de 4 aviones proporcionaban una potencia de fuego de 16 misiles. En aquella época pocos aviones podían hacer esto en combate aire-aire. En 1994 el Shar era la plataforma de defensa aérea más capaz del inventario británico. Lo fue hasta 2003, cuando el Tornado F3 se actualizó. El Sistema de Información Táctica Conjunta (JTIDS) debía integrarse en el FA.2, pero los problemas de financiación y retrasos en el proyecto hicieron que fuera anulado.
En 2011 fueron vendidos a Estados Unidos para equipar los Buques de Asalto Anfibio WASP, tipo Landing Helicopter Dock, como el USS Nassau (LHA-4), de la Clase Tarawa y en los barcos de asalto anfibio más modernos, Clase Wasp, y como fuente de repuestos para sus aviones Sea Harrier y los más modernos McDonnell Douglas AV-8B Harrier II, operados en los buques de asalto anfibio USS Peleliu (LHA-5), hasta que se completen las pruebas de vuelo del nuevo caza naval Lockheed Martin F-35 Lightning II, que será su reemplazo en forma programada desde el año 2015.

## Operadores
Estados Unidos
- Cuerpo de Marines de los Estados Unidos

 India
- Armada India

 Reino Unido
- Marina Real Británica

## Especificaciones técnicas (Sea Harrier FA2)

### Generales
- Tripulación: 2
- Longitud: 14,85 m
- Envergadura: 7,7 m
- Altura: 3,71 m
- Superficie alar: 18,68 m²
- Peso en vacío: 6.632 kg
- Máximo peso al despegue: 7.992 kg en despegue vertical, 11.884 kg en despegue horizontal
- Planta motriz: un turbofán Rolls-Royce Pegasus 106 de 95,64 kN de empuje

### Rendimiento
- Velocidad máxima: 1.185 km/h
- Alcance máximo: 3600 km
- Techo de vuelo: 15.600 m
- Trepada: 250 m/s

### Armamento
- Cañones:Dos ADEN de 30 mm bajo fuselaje con 120 proyectiles cada uno.

Un total de 7 puntos de fijación externos (4 bajo alas y 3 bajo fuselaje) para capaces de cargar 450 kg cada uno, exceptuando los internos bajo alas con capacidad de 900 kg, con una carga total de 3629 kg, para llevar una combinación de:
- Misiles
  - Misiles de medio alcance: 2 x AIM-120 AMRAAM o RAFAEL Derby
  - Misiles de corto alcance: 4 x AIM-9 Sidewinder o Matra R.550 Magic en la versión india
  - Misiles aire-superficie: 2 x MBDA ALARM
  - Misiles antibuque: 2 x Sea Eagle
- bomba nuclear: 1 x WE.177

- Otros:

2 x vainas de reconocimiento o 2 × tanques auxiliares de descenso para vuelo en ferry o rango extendido/tiempo de espera
- Aviónica
  - Ferranti Blue Fox radar diurno
  - Ferranti Blue Vixen radar aerotransportado para todo clima
  - Sistema de navegación aérea táctica AD2770 de BAE Systems
  - Equipo de guía digital aerotransportado por microondas Thales MADGE
  - Señal Allied AN / APX-100 mk12 IFF

### Desarrollos relacionados
- Hawker Siddeley Harrier
- AV-8B Harrier II
- BAE Harrier II

### Aeronaves similares
- Boeing X-32
- F-35 Lightning II
- Yakovlev Yak-38